# Molise
Molise [molìze] je ena od dvajsetih dežel, ki sestavljajo Italijo. Na severu meji na Jadransko morje in deželo Abruci, na zahodu na Lacij, na jugu na Kampanijo in na vzhodu na Apulijo. Do leta 1964 je bila združena z Abruci v eno samo deželo. Deli se na dve pokrajini: Campobasso (84 občin) in Isernio (52 občin).

## Zemljepisna lega in podnebje
Molise je gorata (55 %) in gričevnata (45 %) dežela, ki se od Apeninov spušča na severovzhod proti Jadranskemu morju. Najvišji vrh je v skupini Meta (2241 m), kjer se stikajo dežele Molise, Abruci in Lacij. Reke so hudourniki, ki so spomladi zelo deroči, čez poletje pa skoraj usahnejo. Edina izjema je reka Biferno, ki iz več izvirov dobiva velike in stalne količine vode skozi vse leto. Zaradi peščene obale Jadranskega morja so spomladanski hudourniki ob izlivih toliko izpodkopavali rečno dno, da so se ob obali ustvarjali pravi naravni jezovi in nastajala so peščena močvirja. Šele v zadnjih desetletjih je načrtna melioracija hudourniških strug pridobila več urejenih plaž, ki so večinoma namenjene turizmu (kopališča, avtokampi).
Podnebje je sredozemsko samo na ozkem obalnem pasu in se postopoma spremeni z naraščanjem nadmorske višine. Značilne so predvsem zelo ostre zime: Campobasso, čeprav leži na isti zemljepisni širini kot Barcelona in otok Krf, ima srednjo zimsko temperaturo 2 °C kakor Bruselj.

## Zgodovina
Dežela je antična domovina plemena Sanitov, ki se je najdlje upiralo rimskemu širjenju po vsem polotoku, toda po desetletjih spopadov se je moralo vendarle vdati. Mesto Isernia je postalo rimska kolonija leta 252 pr. n. št., Venafro okoli leta 27 pr. n. št., Bojano okoli leta 75. Po Rimljanih so v šestem stoletju vladali Goti in Bizantinci, od leta 572 naprej pa Langobardi. Ko so Langobardi sprejeli katoliško vero, je cerkev posebno v teh krajih močno pridobila na ugledu in v oblasti. Pod Normani, ki so deželo uredili v fevde, se je uveljavilo mesto Bojano in leta 1053 se tu prvič pojavi plemiška rodbina Molisio, po kateri bo dobila ime vsa dežela. Ti plemiči so izumrli leta 1168 in oblast sta prevzela Španska kraljevina in v 13. stoletju Friderik II. Ta je dal tod zgraditi več gradov in velikih cerkva, npr. tudi stolnico v mestu Termoli. V zgodnjem srednjem veku so se priselile v deželo večje skupine Romov in Slovanov, v 15. stoletju tudi albanskih in hrvaških beguncev pred turškimi vpadi. Med 16. in 18. stoletjem je zaradi aragonske slabe uprave in prekinitve stikov s sosednjimi pokrajinami dežela gospodarsko propadla. Bourboni so stanje še poslabšali, razvilo se je razbojništvo in pomagalo ni niti zedinjenje s Kraljevino Italijo.

### 20. stoletje
Leta 1963 je bila pokrajina Campobasso z nekaj več kot 300.000 prebivalci na podlagi prehodne določbe, ki je omogočala odstopanje od omejitev iz 132. člena italijanske ustave, kot sta referendum in meja enega milijona prebivalcev, brez referenduma odcepljena iz že obstoječe dežele Abruci in Molise ter vključena v novo deželo Molise, katere glavno mesto je postal Campobasso. Del njenega ozemlja je bil 3. marca 1970 odcepljen in ustanovljen kot pokrajina Isernia z glavnim mestom Isernia. Molise je tako s pokrajinama Campobasso in Isernia dvajseta in najmlajša dežela v Italiji.

## Gospodarstvo
Ozemlje dežele je glinasto in razorano od hudournikov, kar preprečuje ustrezno namakanje polj. Zato je kmetijstvo, ki je glavna gospodarska panoga dežele, zaostalo in niti najmanj ne prispeva k razvoju industrije. Glavni pridelek, žito, se goji ekstenzivno, intenzivno obdelovana in umetno namakana pa so samo manjša področja. Industrijski razvoj se je moral spoprijeti tudi s pomanjkanjem cestnih in železniških povezav, saj poteka ves promet na visokih legah, ker so doline v glavnem usadne in težko prevozne. Celo turizem je zaradi pomanjkanja struktur slabo razvit. V zadnjih desetletjih je sicer prišlo do določenega napredka na vseh gospodarskih področjih, posebno v okolici Campobassa, toda v primerjavi z ostalimi italijanskimi deželami je Molise še vedno med najbolj zaostalimi območji.